# Mohéli marinpark
Mohéli marinpark (på franska: Parc marin de Mohéli) är en marinpark som skyddar vattnen söder ön Mohélis kust i Komorerna. Området har skapats för att skydda havssköldpaddorna som har många boplatser inom marinparkens område.

## Biologisk mångfald
Ön är ett tropiskt paradis och med en mycket rik flora och fauna. Forskare har identifierat 500 växtarter, 21 fågelarter, 9 reptilarter men också den sällsynta dugongen. Många är endemiska såsom flyghunden Pteropus livingstonii, en enorm fruktätande fladdermus.

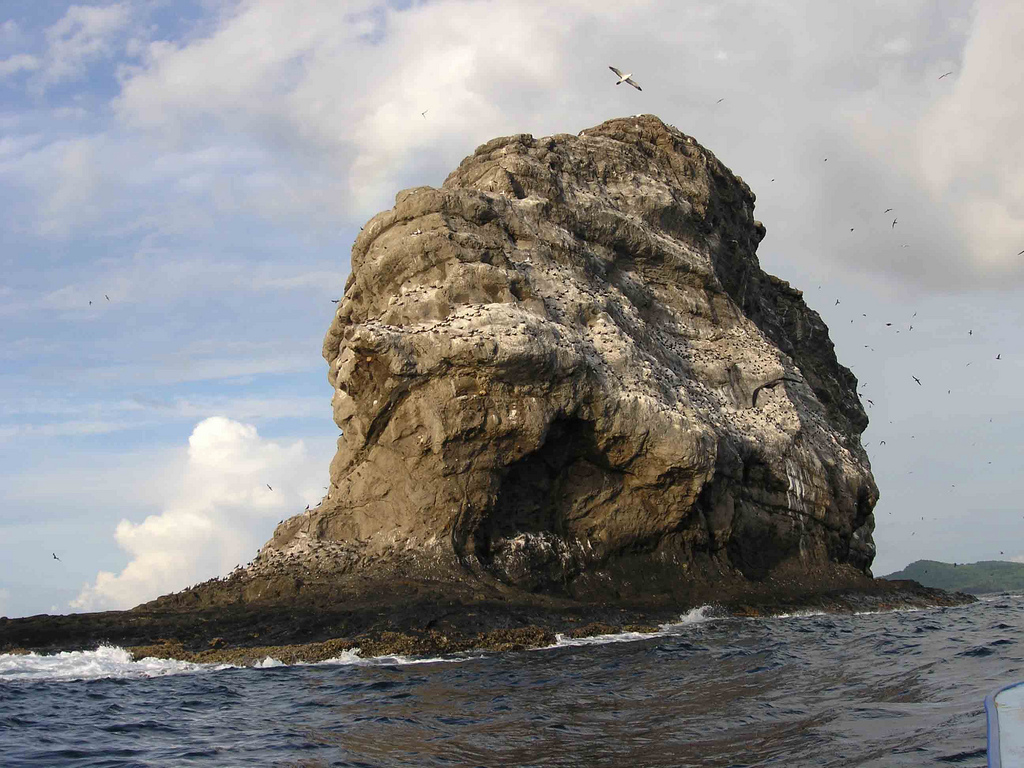
Ön Mchaco.

Stränderna är en viktig plats för de 4 till 5000 honorna av grön havssköldpadda som ankom 2002. De omgivande vattnen är hem för havstofsstjärten, som ofta kallats en levande fossil. Många av dessa djur och fiskar hotas av utrotning.
Ön Mchaco, i den östra delen av parken, har en koloni med flera tusen brun noddy men också mais aussi des sottärnor, rödfotad sula och masksula.

## Skötseln av parken
Parkens dagliga tillsyn görs av lokala föreningar under överinseende av landets regering. Inom vissa områden är det strängt förbjudet att fiska alls, medan det i andra området råder förbud att fiska vissa arter, sköldpaddan är dock helt fridlyst. Varje överträdelse av bestämmelserna hanteras direkt av en bykommitté och i de fall lokala lösningar inte hittas överlämnas fallen till en nationell domstol. Invånarna i området fungerar som "ekovakter" med ansvar för uppmärksamhet och övervakning. UNDP, UNEP och IUCN ger ekonomiskt och tekniskt bistånd för att utbilda nya "ekovakter". Regeringens mål är att skapa ett nätverk av skyddade områden som ska samförvaltas av de olika byarna. 2002 bestod parkens förvaltningskommitté av 16 personer, därav 10 representanter för olika byalag. Parken sköts av en grupp ledd av en konservator.

## Marinparkens historia

### Beskrivning
Mohéli, den minsta av Komorernas fyra stora öar, har några av världens mest hotade endemiska arter. Den första hotet mot det känsliga ekosystemet alla arter är den tydliga mänskliga närvaron, som ökar och är till 80% koncentrerad till kusten.
Befolkningstätheten gör att det traditionella jordbruket inte längre är lämpligt. Jordbruk, jakt, fiske och skogsbruk står för 40 procent av landets BNP. Dessa sektorer sysselsätter 80 procent av den aktiva befolkningen och skapar huvuddelen av landets export. Bestående fattigdom och brist på vetenskaplig utbildning driver människor till avskogning, ett jordbruk som orsakar erosion och ett fiske utan respekt för miljön såsom dynamitfiske, vilket gör att folket hamnar i en ond cirkel av ökande fattigdom. Resurserna inklusive marken och fisket har minskat i flera år. Dessutom finns globala frågor som El Niño och stigande havsnivåer.

### Bildandet av marinparken
Också myndigheterna i Komorerna insåg i slutet av 1980 att man för att skydda den biologiska mångfalden måste ta kontroll över befolkningstillväxten, utveckla jordbruket och få samhället att respektera resurserna genom att anta strikta regler för att skydda marina arter. Regeringen beslutade därför att skydda naturarvet och minska trycket på det marina livet genom att skapa en park. Denna park har krävt en mängd olika samarbeten och man har arbetade i sex år för att kunna skapa den. 1993 försökte regeringen genomföra en nationell politik för miljön och erkände behovet att involvera alla intressenter, däribland resursanvändarna, icke-statliga organisationer, den privata sektorn och myndigheter. Detta blev det första initiativet i Komorerna där man använde sig av lokala strukturer. Samråd och en ökad lokal miljömedvetenhet bidrog 1995 till att tio byar på södra Mohéli började verka för att skapa en kustnära marinpark. Organisationsmöten mellan lokala intressenter, däribland fiskare, kvinnor och ungdomsledare hjälpte till att ta fram ett underlag till hur den marina parken skulle hanteras. Detta låg till grund för ett förslag 2001, som användes av IUCN på UNDP, på FN:s miljöprogram, Global Environment Facility (GEF) och den komoriska regeringen började den formella processen för att skapa ett naturskyddsområde.
I april 2001, förklarades ett 404 km² stort område söder om Mohéli vara en marinpark, det första skyddade naturområdet i Komorerna. Marinparken omfattar stränder och klipphällar, korallrev och spridda mangroveträsk.

### Resultat

#### Miljö
Förändring sedan 1998 :

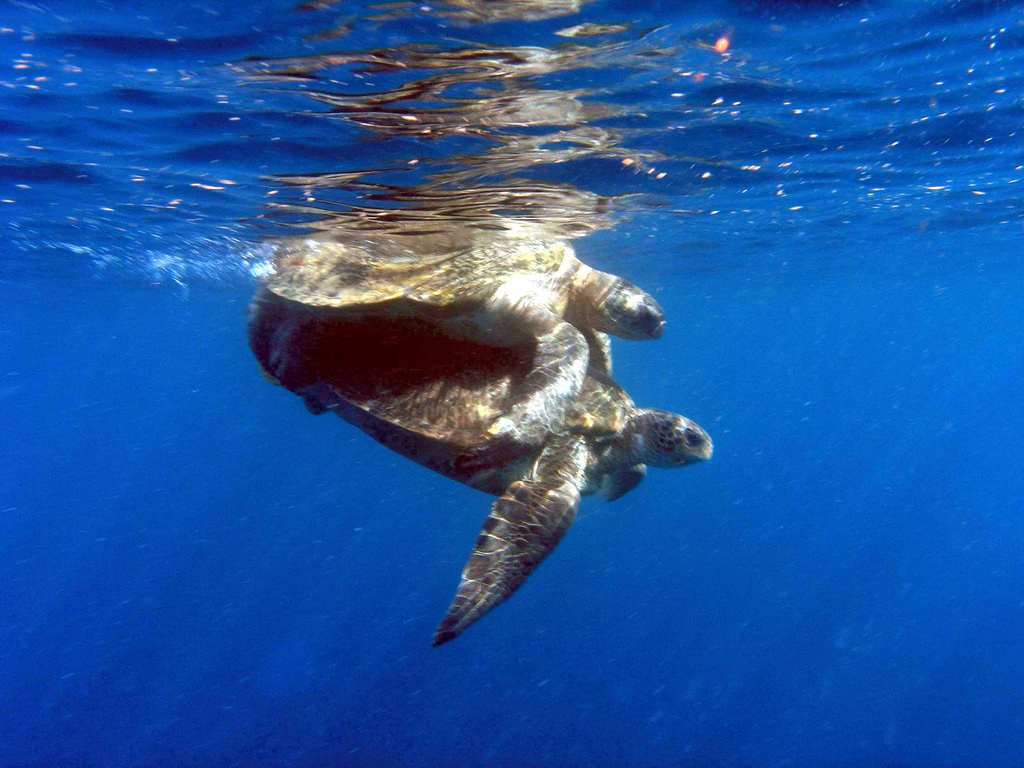
Sköldpaddor som parar sig

- 65 procent av korallreven är nu levande vilket är en ökning med 35 procentenheter.
- Sköldpaddor besöker 45 stränder, vilket är 25 fler än tidigare
- sjöstjärnor och skaldjur som inte längre skördas finns nu i riklig mängd
- Marinparken har haft en betydande inverkan på att minska fattigdomen i byar och partners på hela ön
- Fiskfångsterna har ökat från 160 kg per månad till mer än 300 kg, vilket motsvarar en fördubbling av försäljningen för de 250 fiskare som arbetar i parken
- Kvinnor har ökat försäljningen av hantverk efter en allt större ekoturism
- Konflikter mellan fiskare från olika byar har upphört
- De ökade intäkterna som man fått genom ökade fiskfångster, har gjort att många fiskare köpt båtar till fiske, övervakning och turism, även om fiskarna inte får använda motorbåtar för fiske.

#### Utvecklingen av ekoturismen
Antalet turister har ökat från 75 besökare per by 1998 till 140 2001 och förväntas nå 200 år 2010. Över 30 arbetstillfällen har skapats inom byggindustrin och fastighetsförvaltningen, inom turism och tillverkning av konsthantverk. En alltför stor turism kan dock vara till skada för parken.

## Världsarvsstatus
Den 31 januari 2007 sattes marinparken tillsammans med två andra skyddade områden upp på Komorernas tentativa världsarvslista under det gemensamma namnet Marina ekosystem i ögruppen Komorerna.